# III. Mithridatész pártus király
III. Mithridatész (pártus nyelven 𐭌𐭄𐭓𐭃𐭕 Mihrdāt) a Pártus Birodalom királya i. e. 87 és i. e. 80 között. Egyes történészek kétségbe vonják a létezését.

## Élete
Mithridatész születésének ideje nem ismert, de pénzein középkorú férfiként ábrázolják. Valószínűleg II. Mithridatész fia volt. I. e. 87 júliusában vagy augusztusában elragadta a trónt unokaöccsétől, I. Oródésztől. Nagyjából ugyanekkor a polgárháború dúlta Szeleukida Birodalomban III. Démétriosz ostrom alá vette fivérét, I. Philipposzt a szíriai Beroiában (ma Aleppó). A város kormányzója segítséget kért egy Aziz nevű arab phülarkhosztól (törzsfőtől), valamint Mithridatész Szinakész pártus kormányzótól. Segítségükkel Démétrioszt legyőzték és III. Mithridatész fogságába került, aki rangjának megfelelően bánt vele, míg meg nem betegedett és meg nem halt. I. e. 80 augusztusában vagy szeptemberében Babilonban megdöntötték III. Mithridatész uralmát, majd röviddel később I. Oródész Szúzából is kiűzte. Mithridatész ezután talán északra menekült, ahol a következő évben meghalt.
Egyes történészek azonban úgy vélik, hogy Mithridatész nem uralkodott az i. e 80-as években, mert főleg a pénzei alapján vannak róla ismereteink, írott forrásokban alig említik. A numizmatikai bizonyítékot viszont könnyen lehet másképpen értelmezni, tekintve hogy a pártus uralkodók nem saját, hanem a dinasztiaalapító Arszakész nevét tüntették fel az érméken. Eszerint I. Oródész apja, I. Gotarzész i. e. 80-as haláláig uralkodott volna és ekkor követte őt a trónon Oródész.

## Fordítás
- Ez a szócikk részben vagy egészben  a   Mithridates III of Parthia című angol Wikipédia-szócikk ezen változatának fordításán alapul.  Az eredeti cikk szerkesztőit annak laptörténete sorolja fel. Ez a jelzés csupán a megfogalmazás eredetét és a szerzői jogokat jelzi, nem szolgál a cikkben szereplő információk forrásmegjelöléseként.

| Előző uralkodó: I. Oródész | Pártus király I. e. 87 – I. e. 80 | Következő uralkodó: I. Oródész |